# II SS-Panzerkorps
Il II. SS-Panzerkorps fu un corpo corazzato delle Waffen-SS che operò durante la seconda guerra mondiale.

## Comandanti
| Nome                    | Grado            | Inizio                | Fine                  |
| SS-Oberst-Gruppenführer | Paul Hausser     | 1 di giugno del 1942  | 29 di giugno del 1944 |
| Obergruppenführer       | Wilhelm Bittrich | 29 di giugno del 1944 | 8 di maggio del 1945  |

## Capi di stato maggiore
| Capi di stato maggiore             | Data                               |
| Standartenführer Werner Ostendorff | (? giugno 1942 - ? Dicembre 1943)  |
| Standartenführer Rüdiger Pipkorn   | (? Dicembre 1943 - ? Ottobre 1944) |
| Obersturmbannführer Baldur Keller  | (? Ottobre 1944 - ? Maggio 1945)   |

## Zone di operazioni
| Zone di operazioni            | Data                           |
| Fronte Orientale, Settore Sud | (Febbraio 1943 - Agosto 1943)  |
| Italia                        | (Agosto 1943 - Ottobre 1943)   |
| Balcani                       | (Ottobre 1943 - Dicembre 1943) |
| Francia                       | (Dicembre 1943 - Marzo 1944)   |
| Fronte Orientale, Settore Sud | (Marzo 1944 - Giugno 1944)     |
| Francia e Paesi Bassi         | (Giugno 1944 - Dicembre 1944)  |
| Ardenne                       | (Dicembre 1944 - Gennaio 1945) |
| Ungheria & Austria            | (Gennaio 1945 - Maggio 1945)   |

## Storia
Il corpo fu formato nel mese di giugno del 1942 a Bergen (Paesi Bassi), per essere poi trasferito in Francia, dove rimase fino al gennaio 1943 quando fu inviato sul fronte orientale.
Dopo una inattesa sconfitta nell'operazione Stella che costrinse le truppe SS ad evacuare Char'kov il 16 febbraio 1943, il II. SS Panzerkorps si prese la rivincita un mese dopo riconquistando Char'kov il 15 marzo 1943. Nella successiva campagna d'estate il Panzerkorps SS partecipò con un ruolo di primo piano alla battaglia di Kursk e alla successiva quarta battaglia di Char'kov che terminò con la ritirata finale dei tedeschi. In seguito il corpo fu inviato in Italia a seguito della destituzione di Mussolini.
Fu inviato nuovamente in Francia nel mese di dicembre 1943 per essere ricostituito con nuove divisioni SS; schierato nella regione di Alencon, avrebbe dovuto costituire la riserva strategica tedesca in Normandia in caso di sbarco alleato in quel settore del Vallo Atlantico. Le gravi sconfitte della Wehrmacht sul Fronte orientale nell'inverno 1943-1944 costrinsero però Adolf Hitler a ordinare, il 30 marzo 1944, il trasferimento dell'intero II SS-Panzerkorps all'est dove dal 3 aprile 1944 partecipò alla fase finale della battaglia di Kam'janec'-Podil's'kyj e alla battaglia di Tarnopol. Richiamato d'urgenza sul Fronte occidentale alla notizia dello sbarco alleato in Normandia, non poté prendere parte alla fase iniziale della battaglia di Normandia, intervenendo senza successo solo alla fine di giugno 1944. 
Nel dicembre dello stesso anno, partecipò all'offensiva delle Ardenne, per poi far ritorno definitivamente sul fronte orientale.

## Perdite
Perdite subite dal II SS-Panzerkorps nel periodo compreso tra il 5-20 luglio 1943 durante la battaglia di Kursk.
| Leibstandarte | Leibstandarte | Leibstandarte | Leibstandarte | Leibstandarte | Das Reich | Das Reich | Das Reich | Das Reich | Totenkopf | Totenkopf | Totenkopf | Totenkopf | Truppe del II SS-Panzerkorps | Truppe del II SS-Panzerkorps | Truppe del II SS-Panzerkorps | Truppe del II SS-Panzerkorps |
| Data          | Morti         | Feriti        | Dispersi      | Total         | Morti     | Feriti    | Dispersi  | Total     | Morti     | Feriti    | Dispersi  | Total     | Morti                        | Feriti                       | Dispersi                     | Total                        |
| ------------- | ------------- | ------------- | ------------- | ------------- | --------- | --------- | --------- | --------- | --------- | --------- | --------- | --------- | ---------------------------- | ---------------------------- | ---------------------------- | ---------------------------- |
| 5 luglio      | 89            | 496           | 17            | 602           | 67        | 223       | 0         | 290       | 31        | 119       | 2         | 152       | 0                            | 3                            | 0                            | 3                            |
| 6 luglio      | 84            | 384           | 19            | 487           | 43        | 180       | 2         | 225       | 53        | 234       | 0         | 287       | 0                            | 5                            | 0                            | 3                            |
| 7 luglio      | 41            | 164           | 2             | 207           | 18        | 103       | 1         | 122       | 39        | 117       | 1         | 157       | 1                            | 2                            | 0                            | 3                            |
| 8 luglio      | 32            | 99            | 6             | 137           | 50        | 186       | 0         | 236       | 26        | 89        | 0         | 115       | 2                            | 36                           | 0                            | 38                           |
| 9 luglio      | 12            | 34            | 2             | 48            | 22        | 127       | 2         | 151       | 19        | 69        | 5         | 93        | 1                            | 1                            | 0                            | 2                            |
| 10 luglio     | 18            | 34            | 3             | 55            | 16        | 94        | 2         | 112       | 77        | 292       | 5         | 374       | 0                            | 0                            | 0                            | 0                            |
| 11 luglio     | 37            | 286           | 0             | 323           | 29        | 181       | 1         | 211       | 75        | 355       | 0         | 430       | 0                            | 1                            | 0                            | 1                            |
| 12 luglio     | 39            | 235           | 5             | 279           | 41        | 190       | 12        | 243       | 69        | 231       | 16        | 316       | 0                            | 4                            | 0                            | 4                            |
| 13 luglio     | 64            | 259           | 2             | 325           | 17        | 44        | 0         | 61        | 24        | 136       | 0         | 160       | 0                            | 1                            | 0                            | 1                            |
| 14 luglio     | 12            | 75            | 13            | 100           | 58        | 229       | 0         | 287       | 20        | 154       | 1         | 175       | 0                            | 2                            | 0                            | 2                            |
| 15 luglio     | 23            | 94            | 3             | 120           | 26        | 88        | 0         | 114       | 19        | 46        | 0         | 65        | 0                            | 0                            | 0                            | 0                            |
| 16 luglio     | 16            | 84            | 3             | 103           | 58        | 166       | 0         | 224       | 17        | 70        | 2         | 89        | 0                            | 4                            | 0                            | 4                            |
| 17 luglio     | 5             | 34            | 2             | 41            | 10        | 23        | 3         | 36        | 5         | 46        | 3         | 54        | 1                            | 3                            | 0                            | 4                            |
| 18 luglio     | 2             | 2             | 0             | 4             | 1         | 8         | 0         | 9         | 21        | 97        | 3         | 121       | 0                            | 2                            | 0                            | 2                            |
| 19 luglio     | 0             | 2             | 0             | 2             | 0         | 2         | 0         | 2         | 17        | 63        | 0         | 80        | 0                            | 0                            | 0                            | 0                            |
| 20 luglio     | 21            | 19            | 23            | 63            | 0         | 5         | 0         | 5         | 19        | 110       | 5         | 134       | 0                            | 0                            | 0                            | 0                            |
| Totale        | 495           | 2301          | 100           | 2896          | 456       | 1849      | 23        | 2328      | 531       | 2228      | 43        | 2802      | 5                            | 64                           | 0                            | 69                           |

## Ordine di battaglia

### Truppe
- Korpsstab
- Kartenstelle und Kriegsberichter
- Feldgendarmerie-Kompanie
- Sicherungs-Kompanie 102
- Stab Arko 102
- Flak-Kompanie 102
- Feldpostamt 102
- Schwere SS-Art.Abt. 502
- Stab und Stabskp.
- schwere Beobachtungs-Batterie
- 4x Batterie
- schwere SS-Pz.Abt. 502
- SS-Werfer-Abteilung 102/502
- Korpsnachrichten-Abetilung 400/Nachrichtenabteilung 51 (Heer)
- Korps-Nachschubtruppen
- SS-Sanitäts-Abteilung 102/502
- SS-Feldersatz-Brigade 102 als Stab für die FEB 9 und 10

### Luglio 1943 - Battaglia di Kursk
- Stab der Korps
  - SS-Nachrichten-Abteilung 102
  - SS-Werfer-Abteilung 102
  - SS-Sanitäts-Abteilung 102
  - SS-Nachschubtruppen 102
- 1. SS-Panzer-Division "Leibstandarte SS Adolf Hitler"
- 2. SS-Panzer-Division "Das Reich"
- 3. SS-Panzerdivision "Totenkopf"
- 167. Divisione di fanteria

### Settembre 1944 - Operazione Market Garden
- Stab der Korps
  - SS-Nachrichten-Abteilung 102
  - Schwere SS-Panzer-Abteilung 102
  - SS-Werfer-Abteilung 102
  - SS-Sanitäts-Abteilung 102
  - SS-Nachschubtruppen 102
- 9. SS-Panzer-Division Hohenstaufen
- 10. SS-Panzer-Division "Frundsberg"

### Marzo 1945 - Operazione Frühlingserwachen
- Stab der Korps
  - SS-Nachrichten-Abteilung 102
  - Schwere SS-Panzer-Abteilung 502
  - SS-Werfer-Abteilung 102
  - SS-Sanitäts-Abteilung 102
  - SS-Nachschubtruppen 102
- 9. SS-Panzer-Division Hohenstaufen
- 2. SS-Panzer-Division "Das Reich"
- (44.) Reichsgrenadier-Division Hoch- und Deutschmeister
- 23ª Divisione Panzer

## Servizio di guerra
| Data            | Armata                | Heeresgruppe | Area                       |
| Ago 42 - Out 42 | 15. Armee             | D            | Francia del nord           |
| Nov 42          | riserva               | D            | Francia del nord           |
| Dez 42          | Armeegruppe Felber    | D            | Toulon                     |
| Jan 43          | riserva               | D            | Toulon                     |
| Fev 43          | OKW                   | B            | Charkow                    |
| Mar 43          | 4. Armee              | Süd          | Charkow                    |
| Abr 43          | Armee-Abteilung Kempf | Süd          | Charkow                    |
| Mai 43 - Jun 43 | Stab Charkow          | Süd          | Charkow                    |
| Jul 43          | 4ª Armata Panzer      | Süd          | Kursk                      |
| Ago 43          | a caminho             | OB Süd       | Alta Italia                |
| Set 43 - Nov 43 | riserva               | B            | Alta Italia                |
| Dez 43          | 14. Armee             | C            | Alta Italia                |
| Jan 44 - Mar 44 | riserva               | D            | Alencon (Francia)          |
| Abr 44          | 1ª Armata Panzer      | Nordukraine  | Lemberg                    |
| Mai 44 - Jun 44 | -                     | Nordukraine  | Lemberg                    |
| Jul 44          | Panzergruppe West     | B            | Normandia                  |
| Ago 44          | 5ª Armata Panzer      | B            | Eifel                      |
| Set 44          | ristrutturato         | B            | Eifel                      |
| Out 44 - Nov 44 | 1. Fallsch. Armee     | B            | Basso Rhein                |
| Dez 44          | riserva               | OB West      | Eifel                      |
| Jan 45          | 6ª Armata Panzer      | B            | Ardenne                    |
| Fev 45 - Mar 45 | ristrutturato         | -            | Germania                   |
| Abr 45          | 6ª Armata Panzer      | Süd          | Ungheria (Stuhlweißenburg) |
| Mai 45          | 6ª Armata Panzer      | Ostmark      | Bassa Austria              |